# Puma Energy
A Puma Energy é uma empresa petrolífera de cadeia produtiva intermediária e final, subsidiária da empresa multinacional de comercialização de matérias-primas Trafigura Beheer BV. Tem operações em 45 países espalhados por cinco continentes, englobando o fornecimento, armazenamento, refinação, distribuição e venda a retalho de uma vasta gama de produtos petrolíferos.
A empresa foi fundada na América Central em 1997, como rede de armazenamento e distribuição de petróleo, e está agora ativa na América Latina, em África, nos Países Bálticos, no Médio Oriente, na Ásia e na Austrália. Foi adquirida pela Trafigura em 2000. Em 2010, a empresa anunciou a aquisição de cinco empresas de venda a retalho da BP Africa. Desde então tem adquirido outros ativos de comercialização de combustíveis na América Central, nas Caraíbas, no Sudeste Asiático e na Austrália.

A empresa possui e opera mais de 1.850 estações de serviço e 5,6 milhões de metros cúbicos (35 milhões de barris) de instalações de armazenamento de petróleo. A empresa emprega mais de 7.500 colaboradores e está sedeada em Singapura, com eixos regionais em Genebra, Joanesburgo, San Juan e Talin.

## Atividade por região

### África
A empresa tem operações em doze países na África Austral, Ocidental e Central. Entrou para o mercado africano através do Congo-Brazavile em 2002, antes de se expandir para o Gana, Moçambique, Nigéria, Costa do Marfim, República Democrática do Congo e Angola como um dos maiores investidores no setor produtivo final subsariano. Em setembro de 2011, a Puma concluiu as negociações para adquirir os interesses na cadeia produtiva final da BP na Namíbia (100%), Botsuana (100%), Zâmbia (75%), Malawi (50%) e Tanzânia (50%) por 296 milhões de USD. O negócio resultou numa carteira de ativos de retalho em cinco países, englobando combustíveis comerciais e de aviação, lubrificantes, mais de 190 estações de serviço, vários depósitos de armazenamento e um terminal de importação.
O negócio do Botsuana foi responsável por uma parte significativa do preço total e marcou a primeira vez que a empresa entrou num país africano sem litoral, conferindo-lhe uma presença transcontinental, desde a Namíbia até Moçambique. Também em 2010 a empresa formou uma aliança com a Castrol para a distribuição de marcas de lubrificantes nos novos mercados da África Austral, bem como em Angola e na República Democrática do Congo. Em 2012 a empresa adquiriu 5.000 metros cúbicos em terminais de importação para gás de petróleo liquefeito no Benim e no Senegal. Em 2012 a empresa entrou no mercado de retalho da África Oriental, com enfoque especial no Ruanda, no Quénia, no Uganda, na Etiópia e no Burundi.

### América Central e Caraíbas

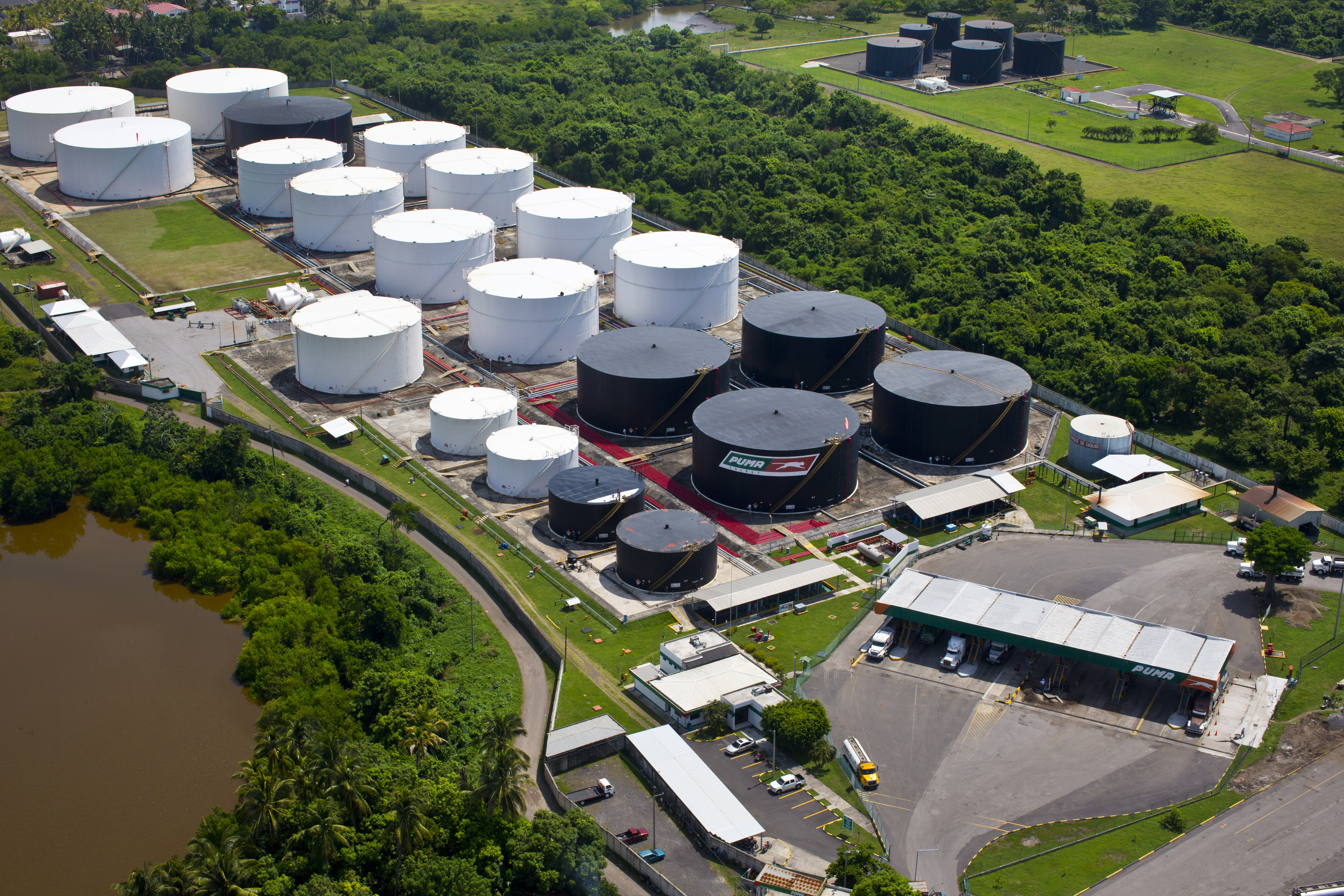
Terminais de combustíveis da Puma Energy na Guatemala

Em 2010, a Puma Energy formou a sua subsidiária regional, a Puma Energy Caribe, que comprou o depósito de combustível da Caribbean Petroleum Corporation em Puerto Rico, o qual fora danificado por um incêndio, bem como 147 estações de serviço da marca Gulf. Em março de 2012 a empresa adquiriu os negócios da cadeia produtiva final da ExxonMobil na Guatemala, em El Salvador, nas Honduras, na Nicarágua, no Panamá e no Belize, estabelecendo-a como uma das maiores empresas de petróleo da região. Na Nicarágua a empresa tem 40% do mercado de retalho, para além de uma refinaria de petróleo em Manágua, adquirida à Exxon, com capacidade para 19.500 barris por dia (3.100 m3/d).
Em julho de 2012, a empresa comprou os negócios de armazenamento e distribuição de combustível da Chevron em Puerto Rico e nas Ilhas Virgens dos Estados Unidos da América. Os ativos incluem 192 estações de serviço da Texaco, o fornecimento de combustível de aviação e tanques de armazenamento com uma capacidade combinada de 430.000 barris (68.000 m3). Foi feita outra aquisição à ExxonMobil em novembro de 2012, nomeadamente a compra do negócio de fornecimento e comercialização da Esso Standard Oil na República Dominicana. Em fevereiro de 2013, a Puma Energy e a Castrol formaram uma nova parceria para comercializar os lubrificantes da Castrol nos seis mercados da Puma na América Central e no Paraguai.

### Ásia-Pacífico
Em julho de 2012, a Puma Energy anunciou a aquisição da Chevron Kuo Pte, sedeada em Singapura e proprietária de 70% da Chevron Bitumen Vietnam – importadora e distribuidora de asfalto para projetos de infraestruturas no Vietname. O negócio foi concluído em novembro de 2012. Assim, a empresa expandiu as suas atividades para o mercado mundial de betume.
Em outubro de 2012, a empresa Indonésia de petróleo e gás MedcoEnergi assinou um acordo com a Puma Energy para vender uma participação de 64% na sua subsidiária de armazenamento e distribuição de combustíveis líquidos, a PT Medco Sarana Kalibaru (MSK). Os ativos de cadeia produtiva final da MSK incluem um armazém de depósito de 22.700 metros cúbicos para diesel de alta velocidade em Jacarta, bem como a infraestrutura de transporte e uma rede de distribuição para o fornecimento de combustível a empresas mineiras em Sumatra e Calimantã.

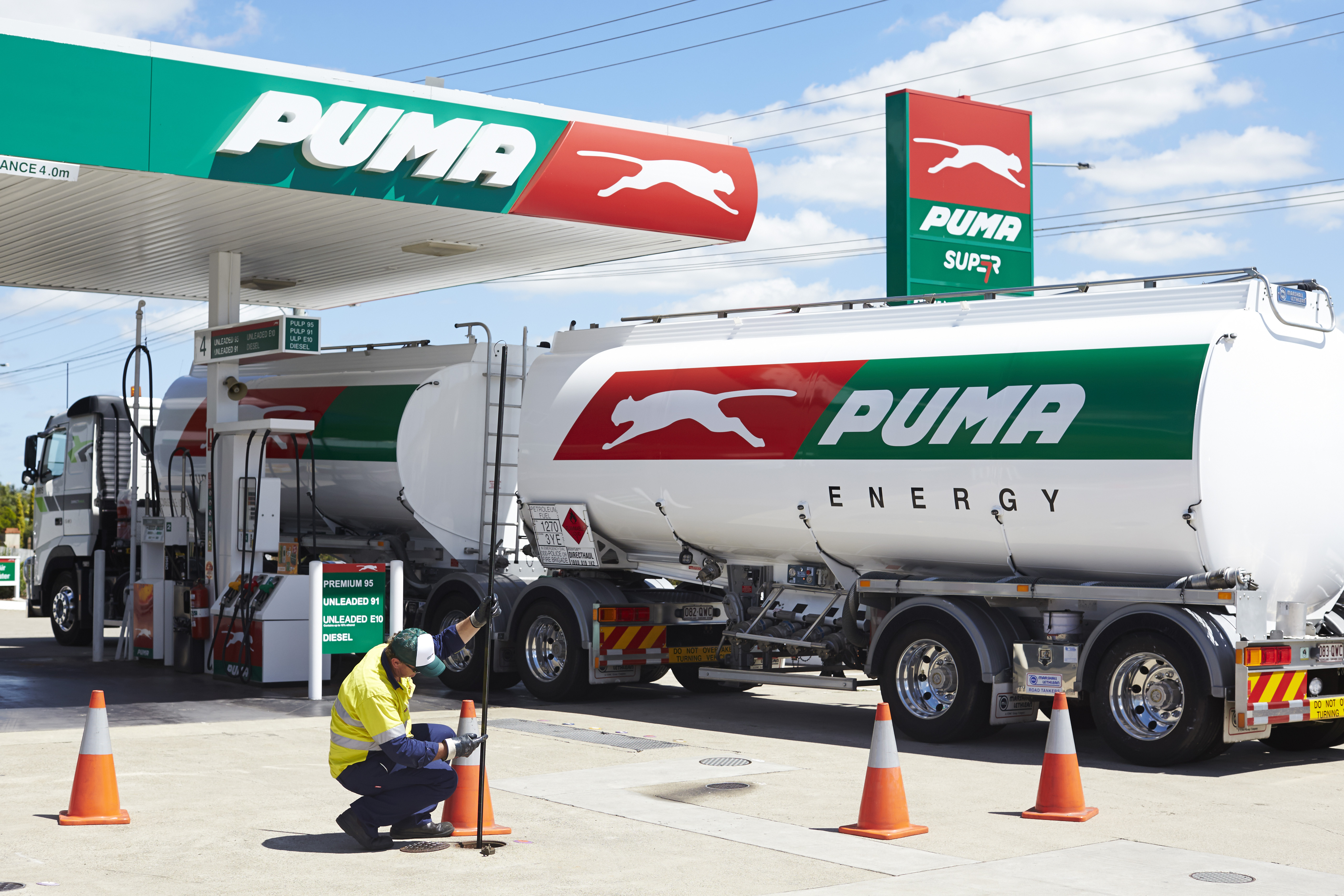
A área em um posto posto de gasolina da Puma Energy em Brisbane, Austrália

Em janeiro de 2013, a Puma Energy comprou a Neumann Petroleum em Queenslândia, Austrália, num negócio que incluiu uma cadeia de 125 estações de serviço e um terminal de volumes de combustível costeiro no valor de 18 milhões de dólares em Brisbane. Em fevereiro de 2013, a empresa duplicou o seu número de bombas de gasolina australianas com a aquisição da Ausfuel à Archer Capital por 652 milhões de dólares, tornando-se o maior retalhista independente de combustíveis do país. Em fevereiro de 2013, comprou a Central Combined Group, o maior comerciante independente de combustível em Queensland central.
Em junho de 2014, a Puma Energy fez o seu primeiro investimento em Papua-Nova Guiné e adquiriu a refinaria de petróleo Napa Napa da InterOil Corp (IOC), 52 postos de serviço e 30 depósitos de combustível, terminais e aeroportos por US$ 526 milhões. Em novembro do mesmo ano, a empresa anunciou sua intenção de investir US$ 220 mil na refinaria Napa Napa, uma injeção de capital que aumentará a capacidade de produção de 25.000 para 42.000 barris por dia.
Também em novembro de 2014, a Puma Energy inaugurou o terminal de betume Langsat, uma instalação para armazenamento de betume com capacidade de 74.000 toneladas em Johor, na Malásia.

## Propriedade
Em setembro de 2011, a Trafigura anunciou que iria vender uma participação de 20% na Puma Energy à Sonangol Holdings, subsidiária da empresa petrolífera estatal de Angola. Outros investidores privados detêm 15% da Puma Energy.
Em dezembro de 2012 o Financial Times noticiou que a Trafigura designara 2014 como a data mais "próxima" para uma oferta pública da Puma Energy, sendo o mercado de Londres o mais provável para a operação.
 Um artigo da Reuters na mesma semana citou uma declaração da empresa explicando que a Puma Energy era "bem financiada pelos atuais acionistas“ e que não tinha "uma necessidade imediata de entrar nos mercados públicos" e que uma oferta pública inicial (IPO) seria "uma das várias opções para o futuro".

## Patrocínios desportivos
A Puma Energy patrocina vários eventos desportivos em África, nomeadamente o Zambia International Rally. Em 2012, a empresa patrocinou o Maláui Open Tennis Championship. Em 2012, a empresa uniu forças com a companhia de seguros Madison General para patrocinar Mohammed Essa, campeão nacional de rali na Zâmbia. As duas empresas renovaram o patrocínio a Essa em fevereiro de 2013.
Em setembro de 2014, a Puma Energy tornou-se a patrocinadora oficial dos Jogos do Pacífico de 2015, sendo também a principal patrocinadora dos 6º Jogos PNG, os dois eventos realizados em Papua-Nova Guiné.